# Дом московского архитектурного общества
Доходный дом Московского архитектурного общества  — памятник градостроительства и архитектуры, расположенный в центре Москвы по адресу Ермолаевский переулок, 17 (Центральный административный округ). Образец русского неоклассицизма начала XX века.

## История
Дом строился с 1912 по 1915 годы по проекту архитектора Дмитрия Сергеевича Маркова, который выиграл конкурс на исполнение проекта. Здание возводилось как доходный дом с клубом. На момент начала строительных работ членами Архитектурного общества Москвы значились 152 человека, в том числе и сам архитектор. В дом на Ермолаевском правление профессионального сообщества переехало в 1914 году, оно располагалось на втором этаже, остальные этажи отводились под квартиры, сдававшиеся внаём. Председателем общества тогда был Фёдор Осипович Шехтель.
 После революции Московское архитектурное общество продолжало свою работу и в доме читали циклы общедоступных лекций. В 1932 году МАО было упразднено как вошедшее в состав Союза архитекторов СССР. В советское время дом принадлежал Московскому Союзу художников, в нём располагались творческие мастерские и проводились молодёжные выставки.
В 2003 году в здании была открыта вторая площадка Московского музея современного искусства (постоянная экспозиция музея находится в Особняке Губина). В 2019 году в доме проходила выставка к 65-летию Сергея Курёхина.

## Архитектура
Дом символизирует сознательный поворот русской архитектуры к неоклассике и считается идеальным образцом русского неоклассицизма. Об этом свидетельствуют благородные классические пропорции. В здании присутствуют чуть ли не все элементы итальянской архитектуры эпохи Ренессанса. Фасад украшен крупным коринфским ордером, занимающим три верхних этажа. Полуколонны прочно стоят на выступающей стене нижнего этажа, обработанной рельефным рустом. Здание похоже на палаццо Андреа Палладио в Виченце, зодчего, чьё наследие оказало в 1930-х огромное влияние на отечественную архитектуру. Кроме того, дом служил своего рода рекламой архитекторов, будучи прибежищем профессионального сообщества и демонстрируя безупречность форм .

## Галерея

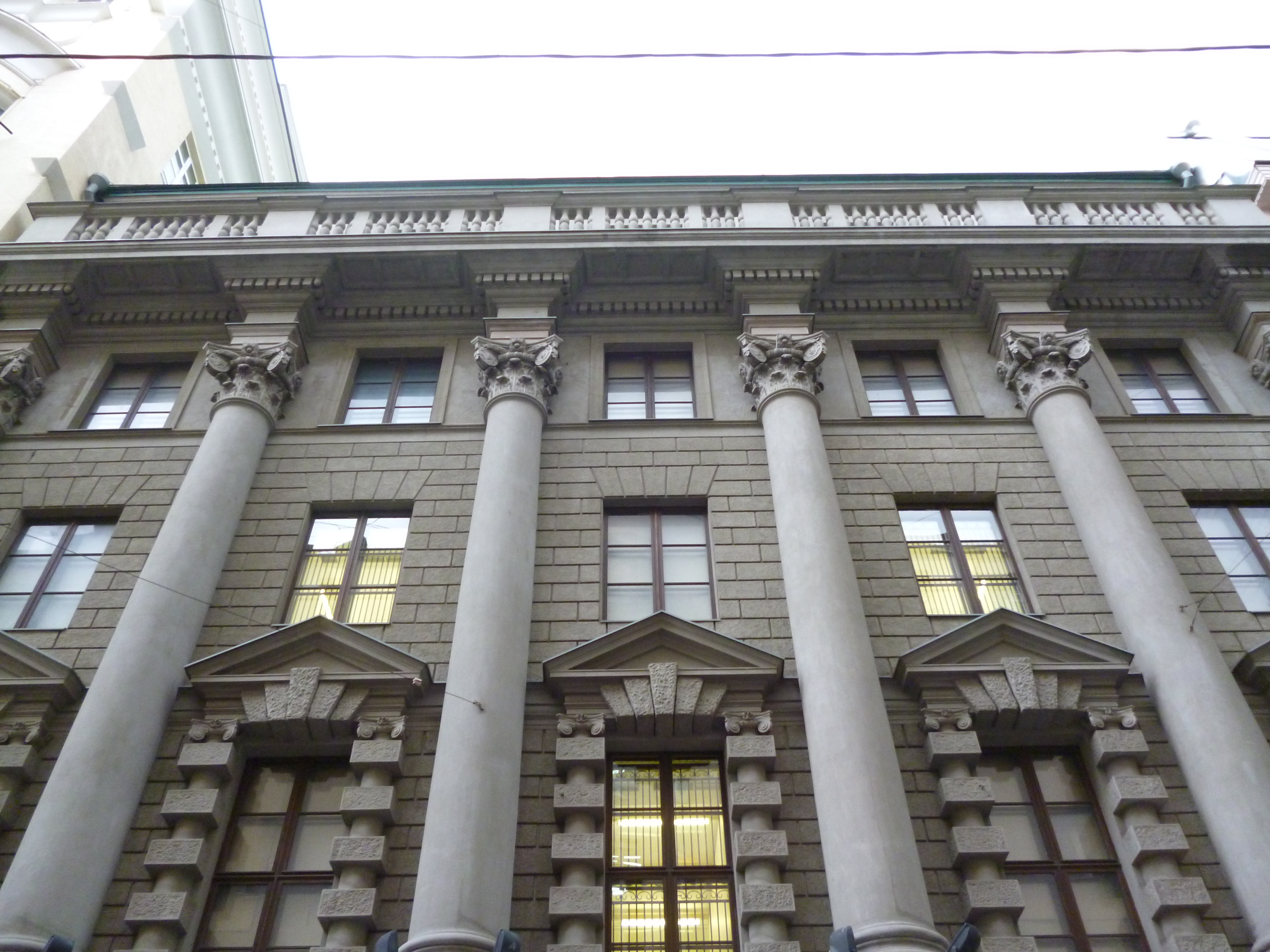
Дом Московского архитектурного общества
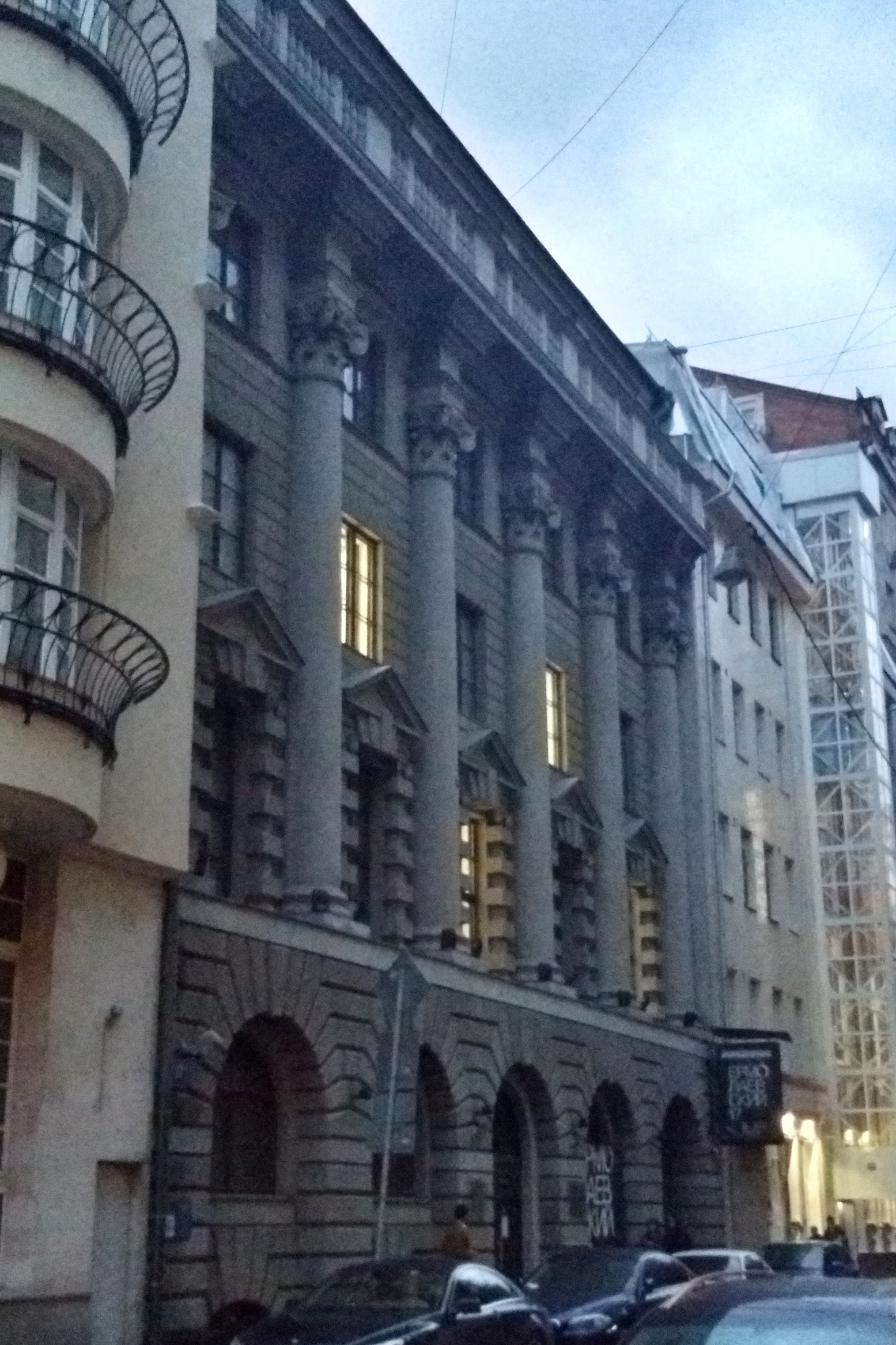
House of Moscow Arch Association